# Przerwana lekcja muzyki (obraz Jana Vermeera)
Przerwana lekcja muzyki (niderl. Onderbreking van de muziek) – obraz Jana Vermeera, namalowany został około 1658–1661 roku.
Obraz pochodził ze zbiorów Pietera de Smeth van Alphen, który w 1810 roku sprzedał dzieło Henryemu Croese, ten zaś rok później Cornelisowi Sebillowi Roos. Kolejnymi właścicielami byli Anglicy Samuel Woodburn, Francis Gibson i jego córka Lewis Fry. W 1901 w antykwariacie Lawrie & Co. zakupił płótno Henry Clay Frick; zaś w 1925 roku wystawiony w kolekcji Fricka w Nowym Jorku. Płótno jest źle zachowane, szczególnie elementy tworzące dalszy plan.
W kameralnym pomieszczeniu przedstawiono młodą kobietę w białej chuście, błękitnej sukni i czerwonym kaftanie, która była zajęta grą na lutni. Zaprzestała lekcji, by zająć się czytaniem listu, prawdopodobnie miłosnego, przekazywanego jej przez młodego mężczyznę. To prawdopodobieństwo może potwierdzać znajdujące się w tle słabo widoczny obraz obramiony ciemną ramą – jest to obraz Cesara Van Everdingena, przedstawiający kupidyna lub putto (pojawia się on także w tle innego dzieła Vermeera – Kobieta stojąca przy klawesynie, gdzie jest dużo lepiej widoczny). Mężczyzna o ciemnych długich włosach ubrany w gruby kaftan lewą rękę opiera o krzesło na którym siedzi kobieta i spogląda na tekst, zaś niewiasta w stronę widza. Na przykrytym skromnym obrusem stole leży lutnia, karty z zapisem nutowym oraz biała karafka, ozdobiona niebieską dekoracją roślinną; jej forma przypomina zarówno wyroby z manufaktur w Delfcie, jak i porcelanę chińską. Przy stole znajdują się trzy krzesła przypominające dzieła hiszpańskie. Na ścianie obok okna dostrzegalna jest niewielka półka, na której znajdują się wiola i klatka na ptaki.
Obraz z kupidynem powstał na podstawie siedemnastowiecznego emblematu Ottona van Veena Amorum emblemata, który zawiera komentarz Perfectus amor est nisi ad unum (Idealna miłość może istnieć tylko do jednej osoby), co za tym kobieta przedstawiona w Przerwanej lekcji muzyki jest wbrew oczekiwaniom, niewierna swojemu mężowi, zaś symbolizująca „dobrowolne więzienie miłości” klatka na ptaki jest aluzją do bycia wiernym mężowi. Podobnie jak amor klatka ma źródło w emblemacie, wykonanym w 1615 w Lejdzie przez Daniela Heinsiusa opatrzony jest mottem Perch’io stesso mi strinsi (Bo się zobowiązałem). Karafka jest motywem, który pojawia się kilkakrotnie na obrazach Vermeera (Pijana dziewczyna śpiąca przy stole, Lekcja muzyki, Kielich wina, Dama i dwóch panów). Być może jest napełniona napojem zwanym poculum amatorium, które według XVII-wiecznej literatury medycznej mogło rozbudzić miłość.
Płótno stało się inspiracją dla nazwania książki Susanny Kaysen, opisującej jej pobyt w szpitalu psychiatrycznym.